# Крум Георгиев
Крум Иванов Георгиев е български шахматист, международен майстор от 1977 г. и гросмайстор от 1988 г.
Георгиев е юношески шампион на България от 1977 г. и трети в Европа през същата година в Гронинген.
От дебюта си в 1975 г. има над 20 участия на шампионата на България по шахмат, като най-доброто му класиране е през 1979 г. Разделя 1 – 2 място с Евгени Ерменков, но губи мача за титлата. През 1988 г. разделя 2 – 4 място и впоследствие е вицешампион. През 2002 и 2003 г. също печели сребърните медали.
Участва на шест шахматни олимпиади, където изиграва 51 партии (18 победи, 23 равенства и 10 загуби). На олимпиадата в Малта (1980) побеждава Гари Каспаров в Сицилианска защита, Вариант Найдорф.
Участник е на зоналния турнир за световно първенство на ФИДЕ в Прага (1985), като класирането му е 9 – 12 място.
Крум Георгиев умира на 31 юли 2024 година в София.

## Турнирни резултати
- 1977 – Варна 3 м.;
- 1978 – Атина, Гърция 1 – 2 м.; Пазарджик 1 м.; Приморско 1 м.;
- 1979 – Варна 3 – 4 м.; Солун, Гърция 1 – 4 м.;
- 1980 – Пловдив 2 м.;
- 1981 – Пловдив 2 – 3 м.; Ниш, Сърбия 3 – 6 м.;
- 1982 – Златни пясъци 2 м.;
- 1983 – Солун 3 м.; Атина 1 м.;
- 1984 – Крагуевац, Сърбия 5 – 7 м.; Зеница, Босна и Херцеговина 2 – 3 м.:
- 1985 – Будапеща, Унгария 2 – 6 м.; Плевен 1 м.;
- 1987 – Варна 4 м.; Сату Маре, Румъния 1 м.; Приморско 1 м.;
- 1980 – Пловдив 2 м.;
- 1981 – Улма 1 – 2 м.;
- 1983 – Атина 1 – 2 м.;
- 1990 – Оранж, Франция 1 м.,
- 1991 – Перистери, Гърция 1 – 4 м.; Ксанти 1 – 2 м.;
- 1997 – Лимасол, Кипър 1 – 4 м.;
- 2001 – Солун 1 м.; Бургас 2 – 3 м.;
- 2002 – Кайро, Египет 2 – 8 м.[1],
- 2003 – Ле Токе, Франция 1 – 4 м.[2]
- 2005 – Париж 2 м.[3];
- 2006 – Мон дьо Марсан, Франция 1 м.; Сент Африк 2 м.;
- 2007 – Париж 1 м.;
- 2009 – Албена 1 м.[4]

## Участия на шахматни олимпиади
| Година | Организатор | Отбор    | Класиране (отборно) | Дъска         |
| 1980   | Ла Валета   | България | 19                  | Четвърта      |
| 1986   | Дубай       | България | 6                   | Първа резерва |
| 1988   | Солун       | България | 24                  | Четвърта      |
| 1990   | Нови Сад    | България | 14                  | Първа резерва |
| 1992   | Манила      | България | 19                  | Четвърта      |
| 2000   | Истанбул    | България | 14                  | Първа резерва |